# Come Back in One Piece
Come Back in One Piece is de derde single van de Romeo Must Die soundtrack. De single werd opgenomen door Aaliyah, samen met DMX. Een grote hit is dit nummer niet geworden, in Europa werd het nummer samen met I Don't Wanna uitgebracht als dubbele A-kant.

## Hitlijsten
In de Billboard Hot 100, in de Verenigde Staten, kwam de single niet binnen. In de hiphop en r&b lijst haalde hij wel de top 40. Ook in Engeland en Nederland werden de hitlijsten niet gehaald. In Nederland haalde deze single nog wel de tipparade.

## Tracklists
Nederlandse versie
1. "I Don't Wanna" (albumversie)
2. "Come Back in One Piece" (radioversie zonder rap)
3. "Come Back in One Piece" (met DMX)

Amerikaanse 12"-single
- A-kant

1. "Come Back in One Piece" (albumversie met DMX)
2. "Come Back in One Piece" (instrumentale versie)
3. "Come Back in One Piece" (a capella, met DMX)

- B-kant

1. "Come Back in One Piece" (radioversie)
2. "Come Back in One Piece" (albumversie)
3. "Try Again" (Timbaland Remix met Timbaland)